# جامعة طوكيو للفنون
جامعة طوكيو للفنون (باليابانية:東京藝術大学) (بالإنجليزية:Tokyo University of the Arts) هي جامعة تهتم بالفنون الجميلة وتعليم الموسيقى وتدريس السينما والإخراج، تأسست سنة 1949 في طوكيو، اليابان.

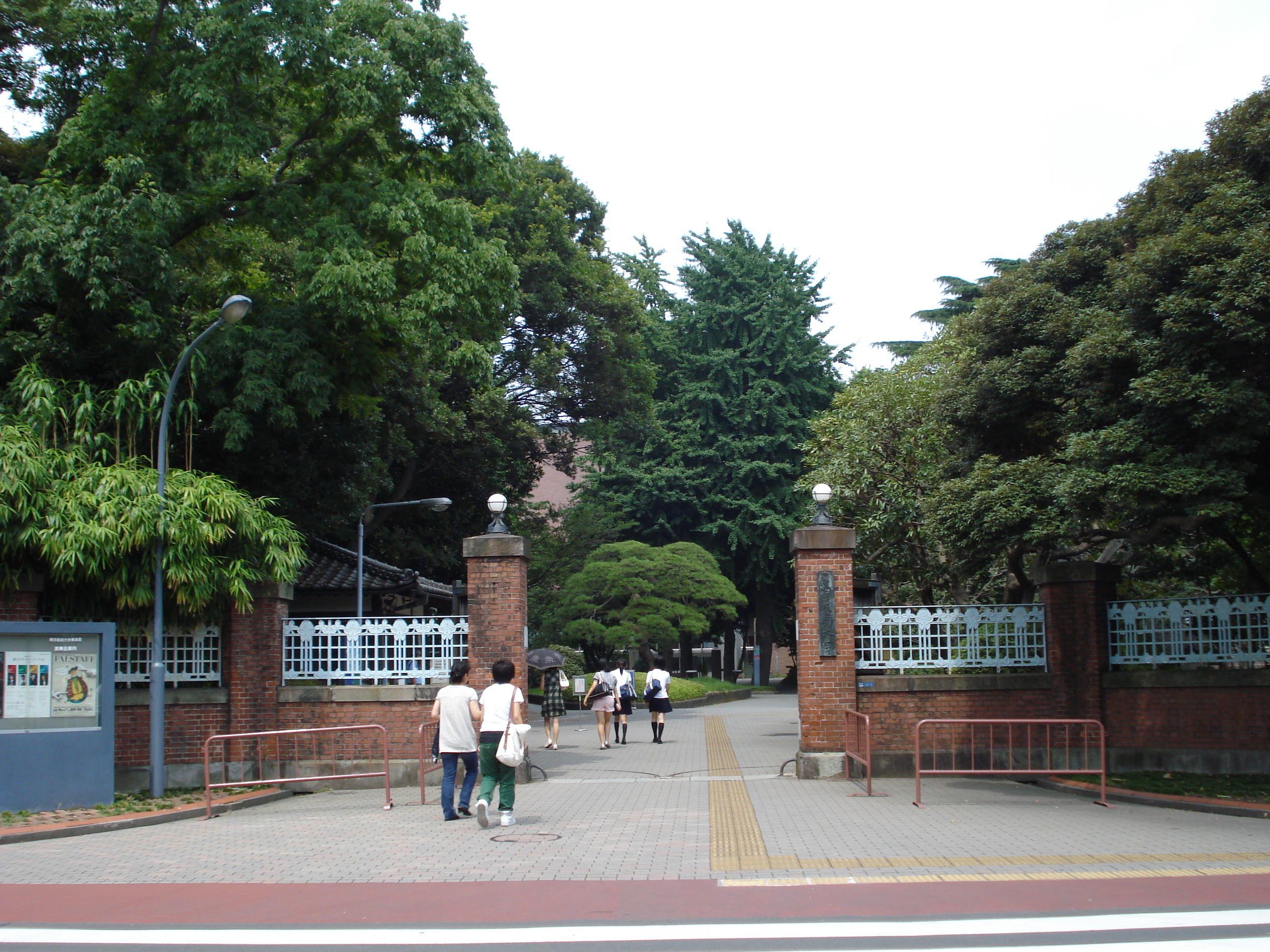
مبنى جامعة طوكيو للفنون

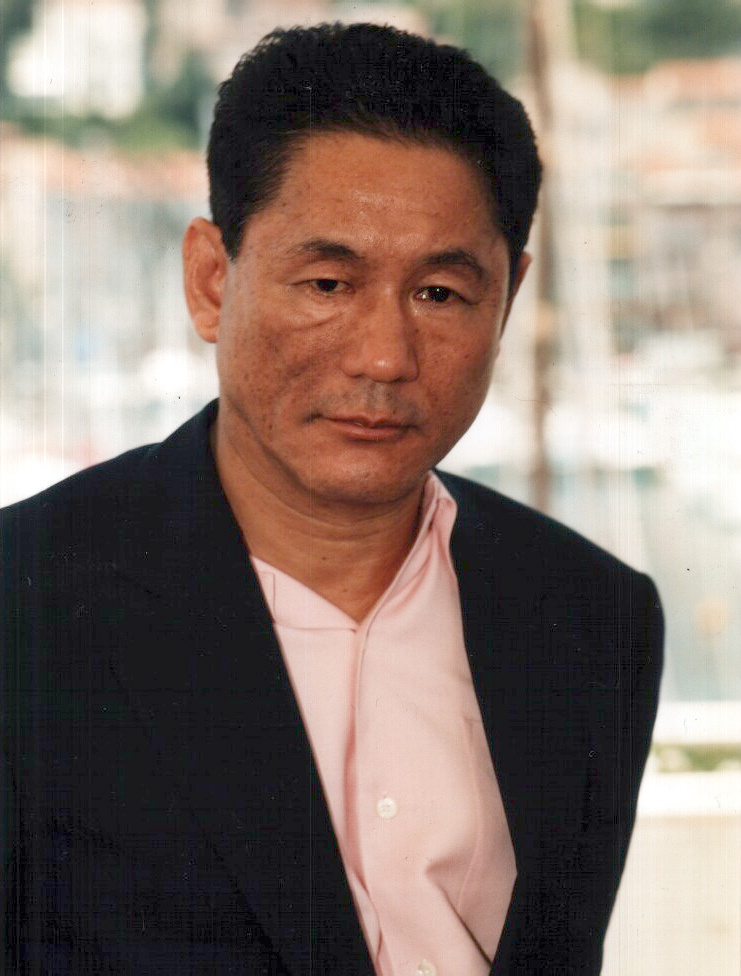
الممثل الياباني تاكيشي كيتانو المعروف ببرنامج (الحصن) كان واحدا من خريجي جامعة طوكيو للفنون.

## معرض صور

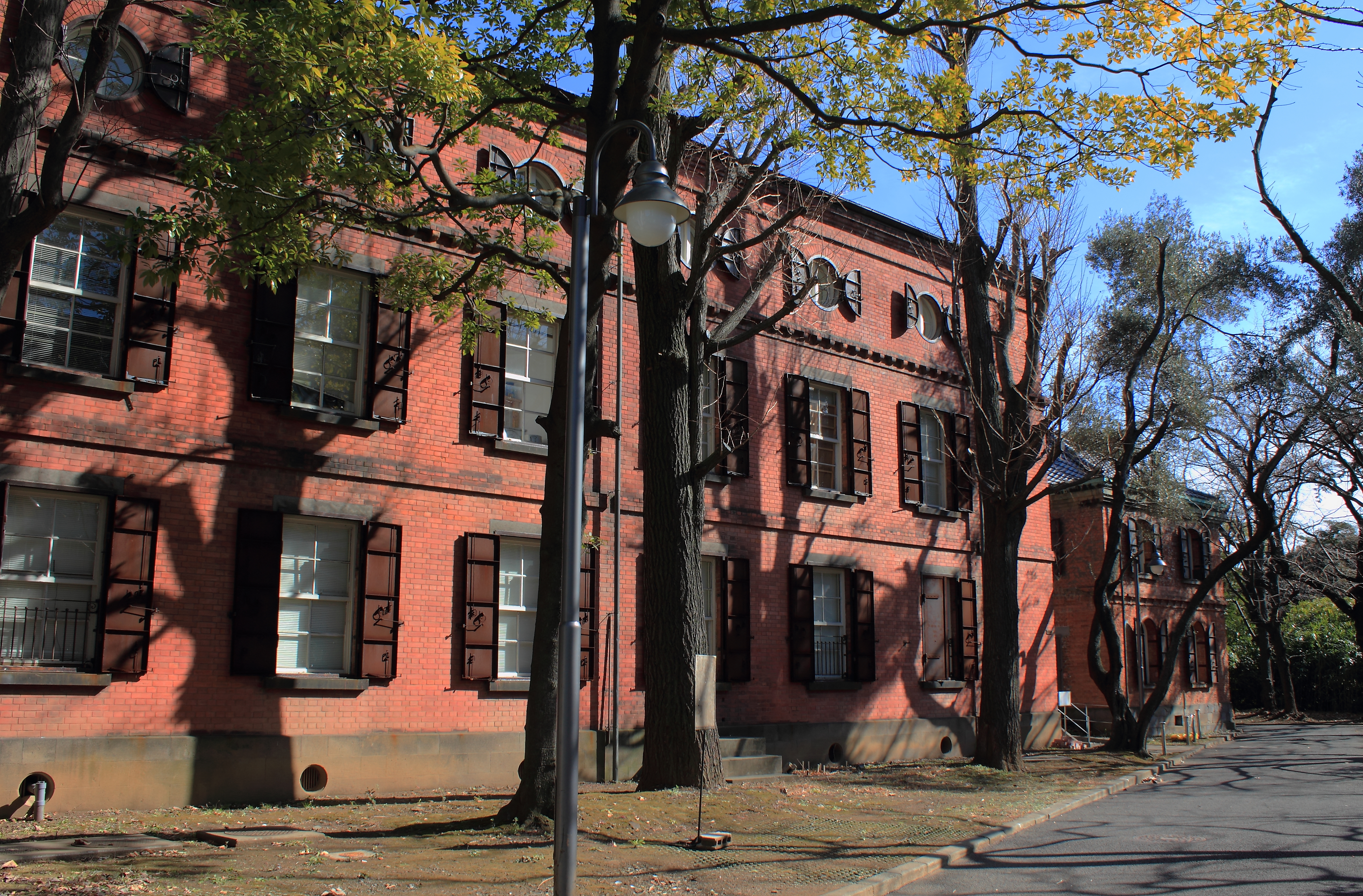
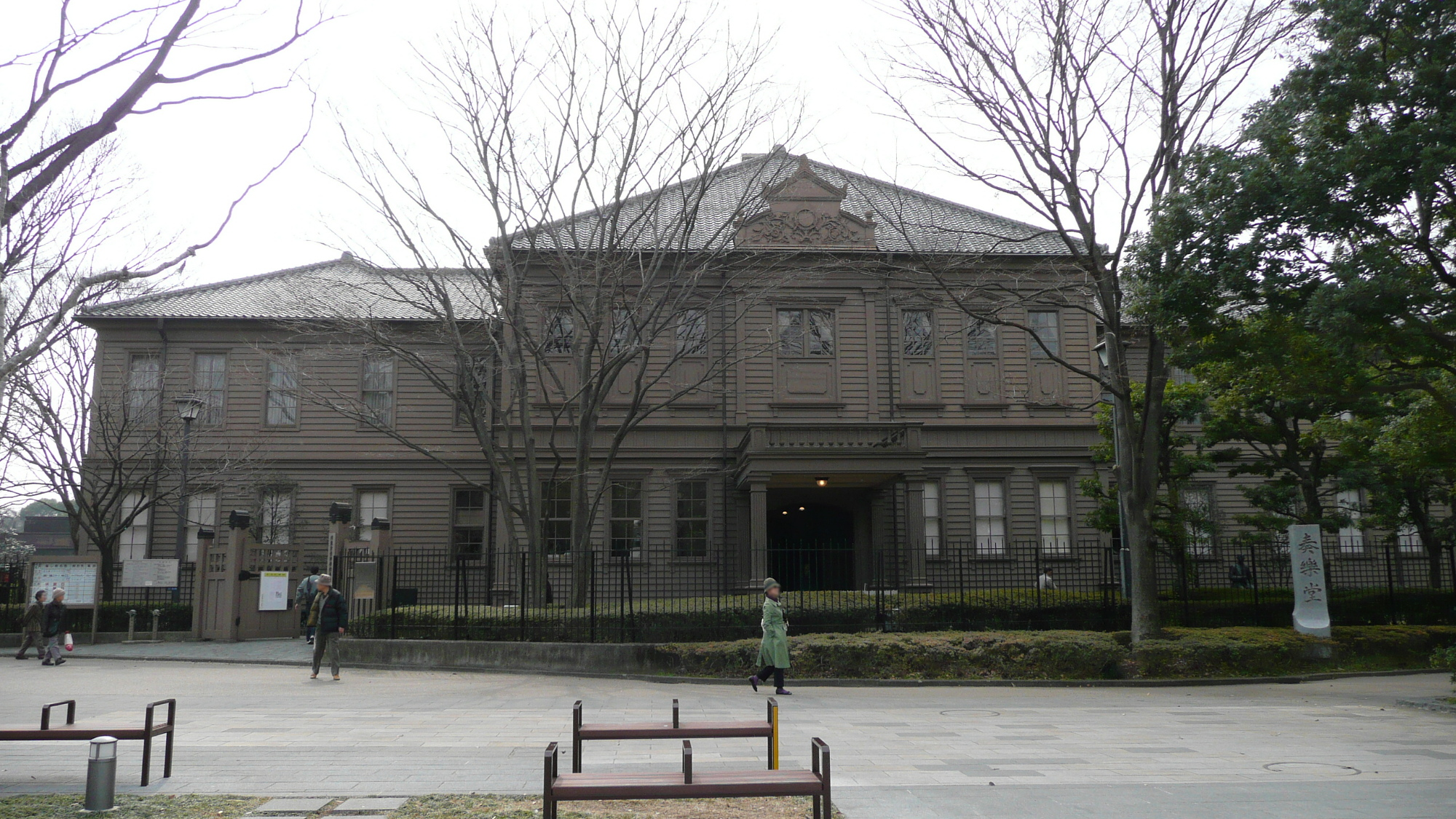
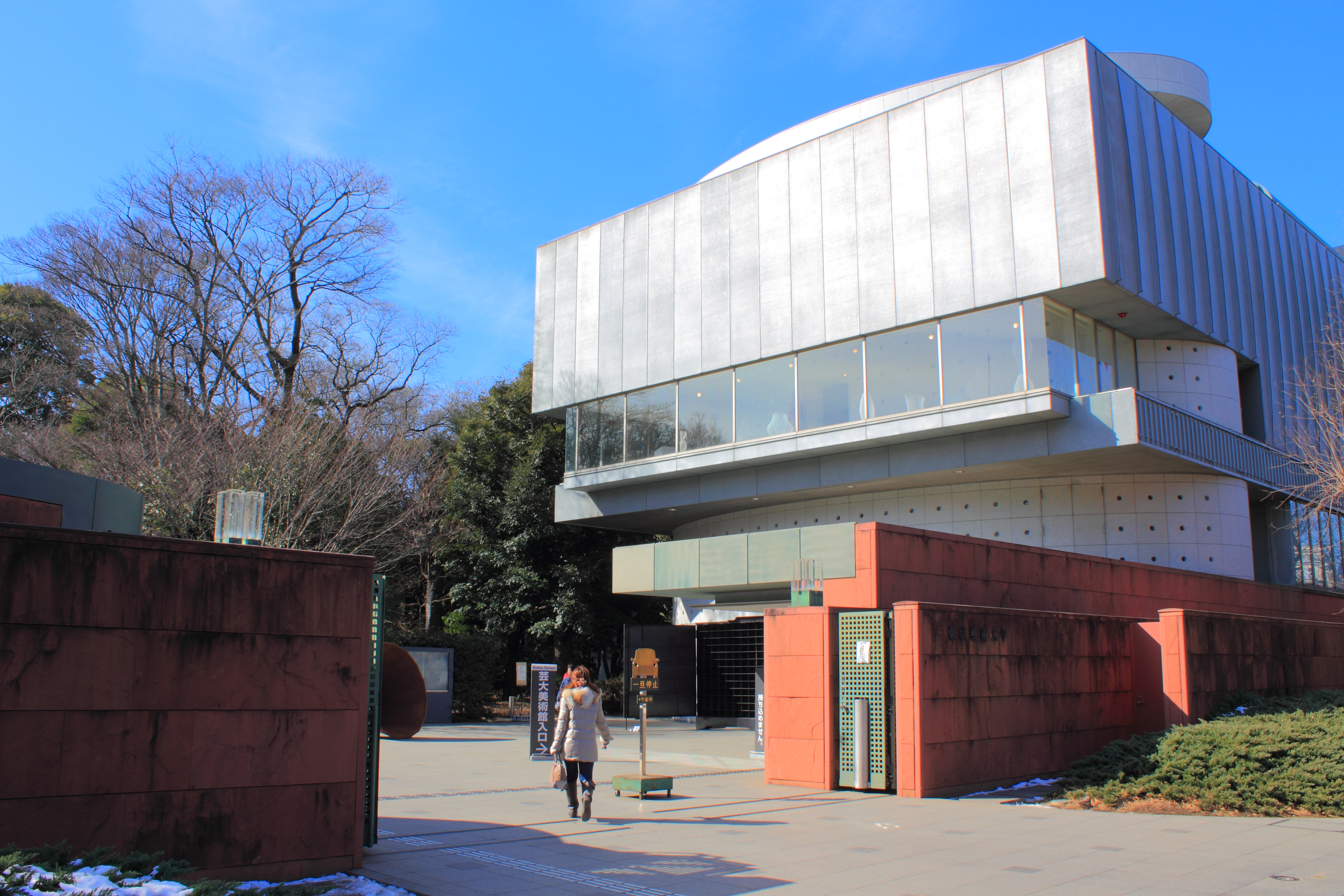
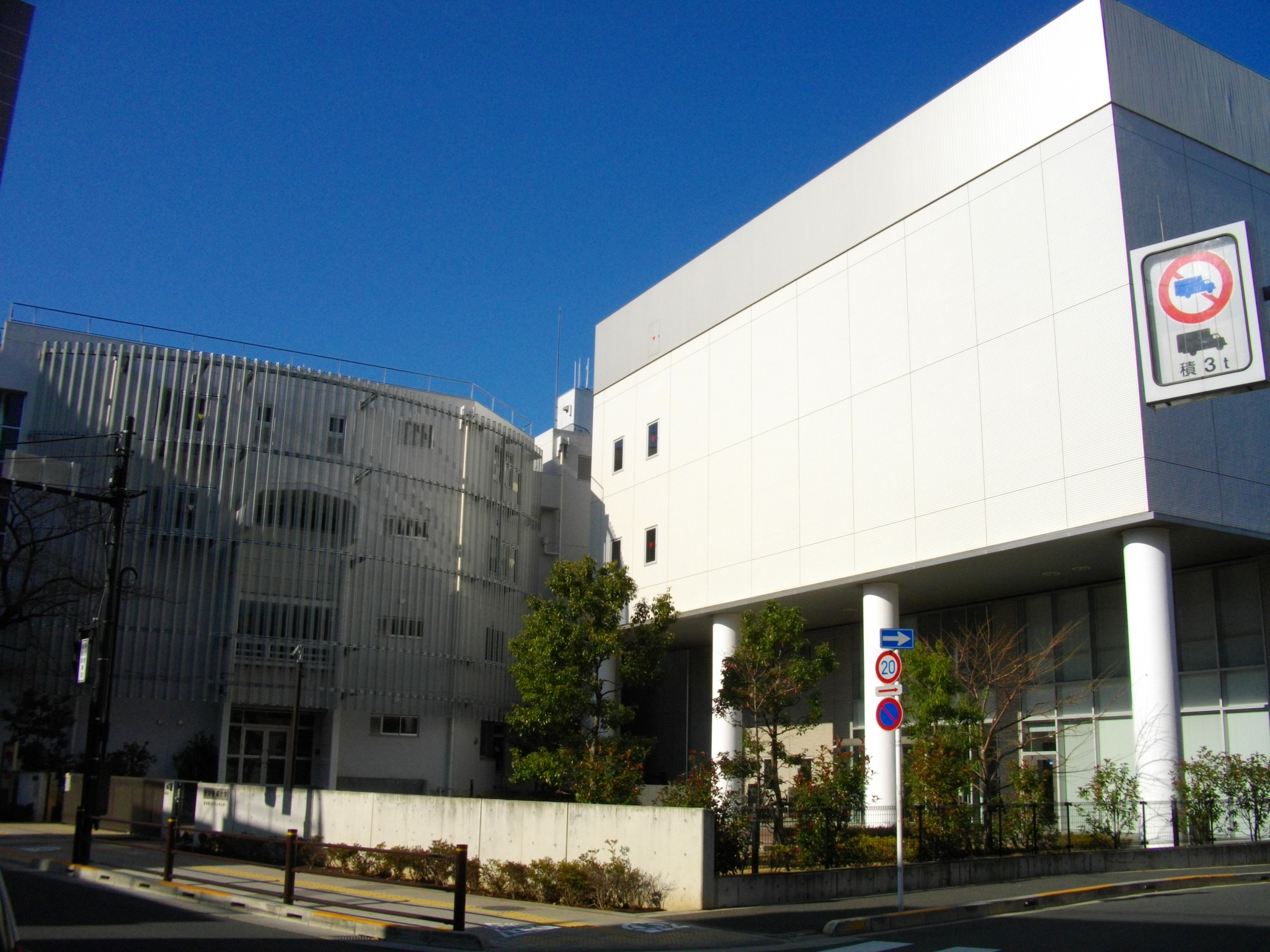
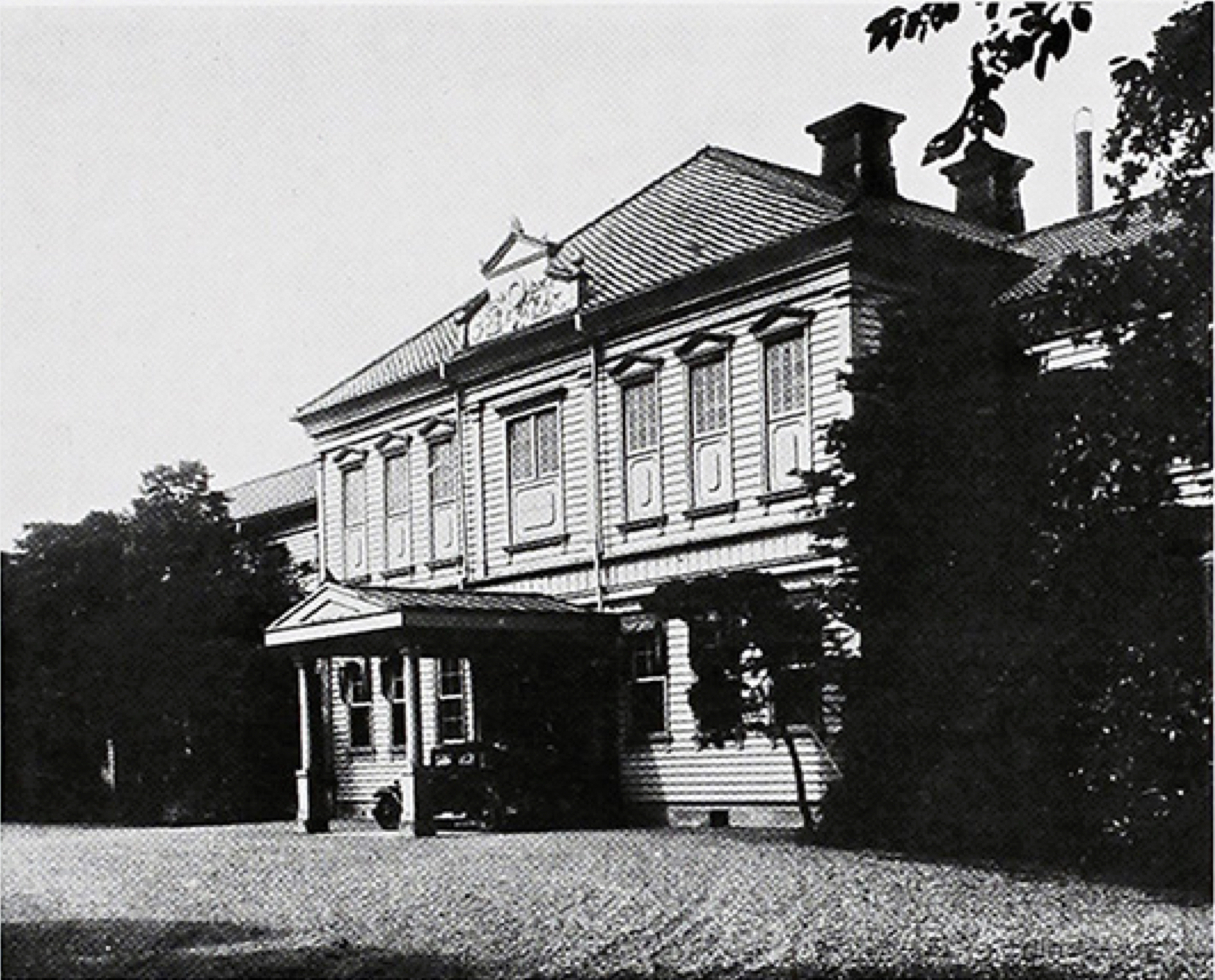

## وصلات خارجية
- جامعة طوكيو للفنون على موقع IMDb (الإنجليزية)
- جامعة طوكيو للفنون على موقع الموسوعة البريطانية (الإنجليزية)

- Tokyo National University of Fine Arts and Music
- The University Art Museum - Tokyo National University of Fine Arts and Music

 اليابان